# Kamen Rider Amazon
Kamen Rider Amazon (jap. 仮面ライダーアマゾン Kamen Raidā Amazon) – japoński serial tokusatsu, czwarta część serii Kamen Rider. Serial powstał przy współpracy Ishimori Productions oraz Toei Company. Emitowany był na kanale MBS i NET od 19 października 1974 do 29 marca 1975 roku. Serial jest najkrótszą częścią Kamen Ridera – liczył tylko 24 odcinki.

## Opis fabuły
W lesie amazońskim rozbija się samolot, z którego ocalały jest tylko japoński niemowlak Daisuke Yamamoto. Chłopiec zostaje zaadoptowany przez plemię Indian i staje się dzieckiem dziczy. Jego radosne chwile trwały do momentu, gdy potwory z organizacji Geddon wymordowują jego wioskę. Szaman Bago przed śmiercią nakłada na chłopaka mityczną Bransoletę GiGi, dzięki której jako wojownik zwany Amazonem musi pomścić swych przyjaciół. Za radą Bago, Amazon wraca do Japonii, gdzie Geddon planuje ataki. Zaprzyjaźnia się z chłopcem Masahiko Okamurą i staje się kolejnym podopiecznym Tōbeia Tachibany. Musi ponadto odnaleźć się w nowym środowisku i nauczyć się japońskiego.

## Media

### Film
- 1975: Kamen Rider Amazon – filmowa wersja 16 odcinka.

### S.I.C. Hero Saga
Historia poboczna S.I.C. Hero Saga zatytułowana Kamen Rider Amazon: Pre-Stage (jap. MASKED RIDER AMAZON・ステージ- Kamen Raidā Amazon: Pure Sutēji) była publikowana w czasopiśmie Monthly Hobby Japan od maja do sierpnia 2004 roku. Pełni rolę prologu serialu, a nowymi postaciami są Pre-Amazon (jap. プレ・アマゾン Pure Amazon), Jūmenki (Kanzentai) (jap. 十面鬼（完全体）), Kitty (jap. キティ Kiti) oraz Jungler (Bagoh Production) (jap. ジャングラー（バゴー製作） Jangurā (Bagō Seisaku)).
Rozdziały
1. Jinmen'iwa (jap. 人面岩)
2. Inseki (jap. 隕石)
3. Udewa (jap. 腕輪)

### Muzyka
Opening
- "Amazon Rider koko ni ari" (jap. アマゾンライダーここにあり Amazon Raidā koko ni ari)

Słowa: Shōtarō Ishinomori
Kompozycja: Shunsuke Kikuchi
Wykonanie: Masato Shimon
Ending
- "Amazon Da-Da-Da!!" (jap. アマゾンダダダ!!)

Słowa: Saburō Yatsude
Kompozycja: Shunsuke Kikuchi
Wykonanie: Masato Shimon z Columbia Yurikago-kai

## Obsada
- Amazon: Tōru Okazaki
- Masahiko Okamura: Yōji Matsuda
- Ritsuko Okamura: Mariko Matsuoka
- Toubei Tachibana: Akiji Kobayashi
- Kretopotwór: Ryūji Saikachi (głos)
- Gorgos: Ritsuo Sawa (głos)
- Imperator Zero: Hirohisa Nakata
- Władca Garandy: Osamu Saka (głos)